# Лукреций Веспиллон (эдил)
Лукре́ций Веспилло́н (полное имя неизвестно; лат. Lucretius Vespillo; умер после 133 года до н. э.) — римский политический деятель, плебейский эдил 133 года до н. э., враг Тиберия Семпрония Гракха.

## Биография
Лукреций Веспиллон принадлежал к плебейской ветви древнего аристократического рода. Его преномен неизвестен. Лукреций упоминается в источниках только в связи с событиями 133 года до н. э., когда он занимал должность плебейского эдила. Известно, что Лукреций своими руками столкнул в Тибр тело народного трибуна Тиберия Семпрония Гракха, убитого во время уличных беспорядков, и за это получил прозвище «носильщик мертвецов» (лат. Vespillo). Изначально прозвище явно имело оскорбительный характер; тем не менее оно стало когноменом для потомков Лукреция. В источниках упоминаются видный оратор Квинт Лукреций Веспиллон и консул 19 года до н. э. того же имени, предполагаемые сын и внук первого Веспиллона.